# 何若麟
何若麟（16世紀—17世紀），字瑞遊，廣東廣州府香山縣旗都人，明朝政治人物。

## 生平
何若麟是萬曆十年（1582年）壬午科廣東鄉試第三十九名舉人，授臨清州學正，端正士習，勤於月課，捐款修繕學宮令士風振奮，轉延平教授，陞新城知縣，革新政教一使狡猾者聞風斂迹，判案明決多所平反，荒年時發帑賑濟，調度有方，又設置學田贍養縣內弟子及外地學者，調姚安通判，因丁憂回鄉，閉門教育子弟，得鄉人稱重。

## 引用
1. 1 2  光緒《香山縣志·卷十三·列傳》：何若麟，字瑞遊，萬厯舉人，授臨清學正，端士習，勤月課，捐修學宮士風大振，尋擢浙江新城令，政教一新，豪黠聞風斂迹，讞獄明決，多所平反，歲飢發帑賑濟，調度有方，復設學田以贍縣弟子，及他郡之來學者，政成遷姚安通判，會丁艱歸，閉門教子姪行義，為鄉黨所稱述。 張府志
2. ↑  光緒《香山縣志·卷十一·選舉表》：舉人 明……萬厯……何若麟 十年壬午科，第三十九名，學正，陞新城縣知縣，轉姚安府通判，有傳，申志、暴志云字瑞遊，祝志云旗都人
3. ↑  同治《延平府志·卷二十二·職官一》：教授……崇正……何若麟 香山人，舉人